# Waffengravur

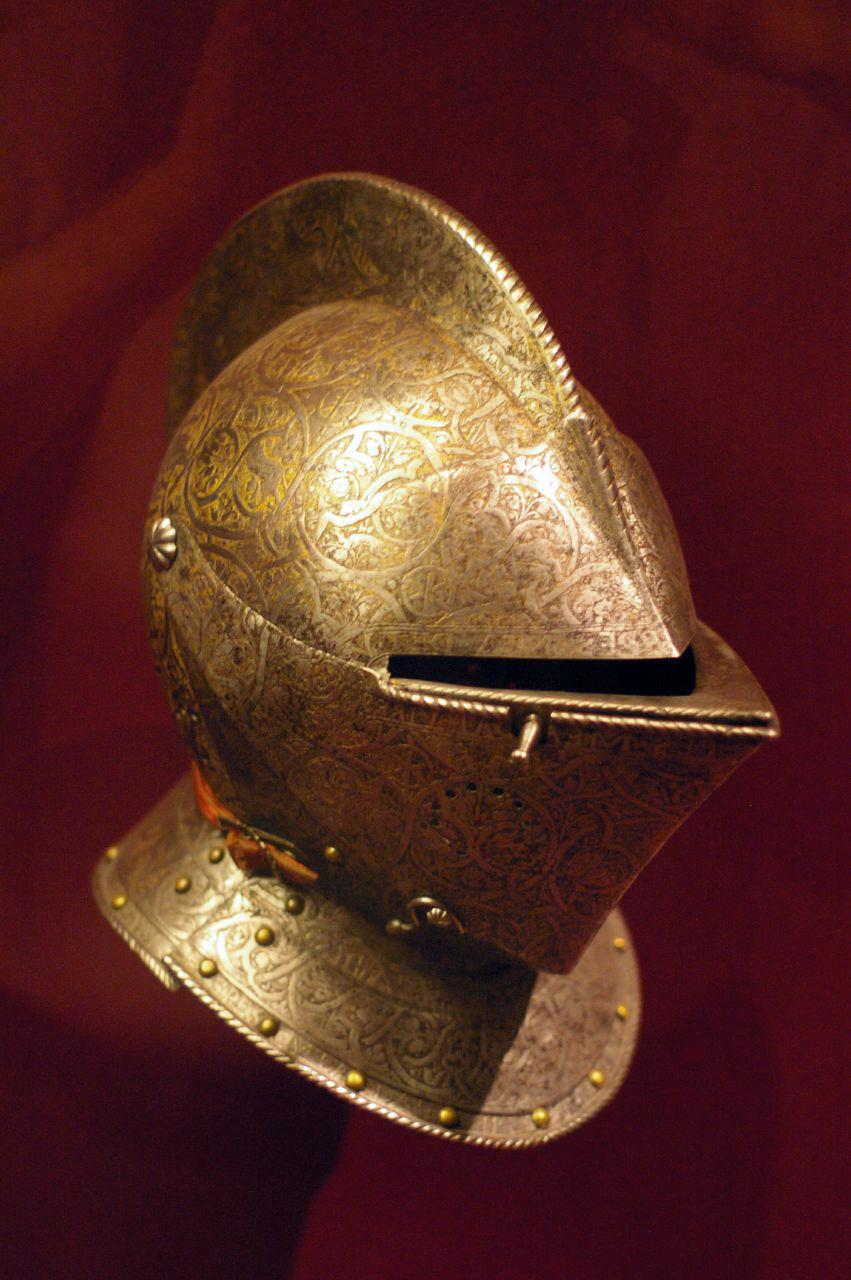
Ätzung auf einem Visierhelm

Die Waffengravur ist eine Form der Verzierung an einer Waffe.
Schon in der Steinzeit verzierten Jäger und Krieger ihre Waffen mit Ritzungen und Einschnitten. Diese ersten Markierungen dienten wahrscheinlich zur Kennzeichnung des Eigentums. Im Laufe der Zeit entwickelten einige der Künstler Fertigkeiten, um ihre Waffen und Geräte mit immer aufwendigeren Ornamenten zu gestalten und zu verschönern. Sehr frühe Funde zeigen Verzierungen auf Mammutzähnen und Knochen. Die Weiterentwicklung von Waffen und Geräten ermöglichte auch andere und neuere Gestaltungsmöglichkeiten mit Hilfe von Gravuren. Mit Beginn der Bronzezeit entwickelten sich auch die Bearbeitungsmöglichkeiten.
Schon aus frühester Zeit sind aufwändig verzierte Waffen und Geräte bekannt. Die ersten Gravuren wurden schon bei Ausgrabungen von Steinspeeren und Faustkeilen gefunden. Es liegen Funde vor, die Muster und Tierabbildungen auf Knochen oder Elfenbein zeigen. Es war schon immer ein Anliegen des Jägers, die Jagd im Bild festzuhalten. Bereits die ersten Radschlosswaffen waren mit reichhaltigen Verzierungen ausgestattet. Elfenbeineinlagen am Gewehr oder im Pistolenschaft, reichhaltige Gravuren mit Gold und Silbereinlagen zeigen den Geschmack und Stand des Besitzers der Waffe. Gravuren auf japanischen Klingen sind als Horimono bekannt.
- Gravur auf einer Schwertklinge
- Gravur auf einem Gewehr
- Gravur auf einer Pistole
- Horimono auf Klinge